# Méléagre et Atalante (Janssens)
Pour les articles homonymes, voir Méléagre et Atalante.
Méléagre et Atalante est un tableau réalisé entre 1620 et 1625 par le peintre flamand Abraham Janssens.

## Description
Cette peinture à l'huile sur toile représente une scène de la mythologie grecque:
La princesse Atalante, abandonnée à sa naissance dans les forêts du Péloponnèse est devenue une chasseuse retoutable. Au cours de la chasse organisée par Œnée contre le sanglier de Calydon qui ravageait l'Étolie, Atalante a porté le premier coup contre la bête. Le Prince Méléagre, fils d'Œnée et d'Althée a porté le coup fatal. Au cours de cette chasse, Méléagre est tombé amoureux d'Atalante. Dans la scène représentée, Méléagre offre à Atalante la hure (tête du sanglier).

## Histoire de l'œuvre
Ce tableau a été acheté par la ville du Havre en 1895, il est exposé au musée d'Art moderne André-Malraux, au Havre, en Seine-Maritime.